# Prasadromalus breviscutus
Prasadromalus breviscutus är en spindeldjursart som först beskrevs av Moraes, Oliveira och Zannou 200.  Prasadromalus breviscutus ingår i släktet Prasadromalus och familjen Phytoseiidae. Inga underarter finns listade i Catalogue of Life.